# El Cerro, Tantoyuca
El Cerro är en ort i Mexiko.   Den ligger i kommunen Tantoyuca och delstaten Veracruz, i den sydöstra delen av landet, 240 km norr om huvudstaden Mexico City. El Cerro ligger 151 meter över havet och antalet invånare är 469.
Terrängen runt El Cerro är huvudsakligen platt. El Cerro ligger uppe på en höjd. Runt El Cerro är det ganska tätbefolkat, med 60 invånare per kvadratkilometer. Närmaste större samhälle är Tantoyuca, 10,5 km sydväst om El Cerro. Trakten runt El Cerro består till största delen av jordbruksmark.